# Lygaeus trux
Lygaeus trux är en insektsart som beskrevs av Carl Stål 1862. Lygaeus trux ingår i släktet Lygaeus och familjen fröskinnbaggar. Inga underarter finns listade i Catalogue of Life.